# Virtual Boy
Virtual Boy je ime igraće konzole koju je razvila japanska tvrtka Nintendo, i ova konzola je bila puštena u prodaju 21. srpnja 1995. u Japanu, te 14. kolovoza 1995. Virtual Boy je koristio dva očna projektora za prikazivanje igre u tri dimenzije, slika je doduše bila monokromatska. Nintendo je htio iskoristiti popularnost virtualne realnosti koja je tada bila poslije filma The Lawnmower Man. Zbog tehničkih problema i ova konzola je bila nepopularna i godinu dana poslije izlaska na tržište, prestaje se prodavati.